# 60 minut na godzinę
60 minut na godzinę (Sześćdziesiąt minut na godzinę) – audycja satyryczna emitowana na antenie Programu III Polskiego Radia w latach 1974–1981.

## Historia
Pierwsza audycja wyemitowana została 14 stycznia 1974. Początkowo program emitowano w poniedziałki ok. 20:00, potem w soboty, a wreszcie w niedzielne poranki (w godz. 10.00 – 11.00, powtórki w poniedziałki w godz. 20.00 – 21.00). Część materiałów prezentowana była potem w audycji Powtórka z rozrywki. Inicjatorem audycji był Marcin Wolski, współpracujący m.in. z Andrzejem Zaorskim i Krzysztofem Materną. Wkrótce, za namową Wolskiego, do grona autorów dołączył Jacek Fedorowicz, stając się od razu jej główną postacią; po pewnym czasie z grona autorów odszedł Materna. Marcin Wolski nazywany był nadredaktorem Magazynu. W roku 1976 zmieniono czołówkę, a nadredaktor mianował się arcydyrektorem. Audycję reżyserował Andrzej Pruski.
W okresie między sierpniem 1980 a wprowadzeniem stanu wojennego w grudniu 1981 r. w audycji wielokrotnie pojawiały się teksty wspierające NSZZ „Solidarność”. W związku z tym kilkakrotnie cenzura PRL zatrzymywała całe audycje już przygotowane do emisji. Niekiedy zastępowano je wtedy na antenie nagraniami audycji sprzed kilku miesięcy, w jednym przypadku nie nadano jej wcale, co było jedną z najbardziej jawnych ingerencji cenzorskich w radiu. Ostatecznie po wprowadzeniu stanu wojennego w dniu 13 grudnia 1981 r. audycja została zawieszona, a potem już nie wróciła na antenę, gdy jej autorzy obłożeni zostali faktycznym zakazem pracy w radiu.
Po zawieszeniu audycji część wykonawców kontynuowała występy w postaci spektaklu estradowego pod szyldem „1000 metrów na kilometr”. W okresie po zmianach politycznych 1989 r. za pewnego rodzaju kontynuację audycji można uważać ZSYP, emitowany w I programie Polskiego Radia do 2009 r.

## Zawartość audycji
W audycji prezentowano „felietony, słuchowiska, piosenki, wiersze, rysunki i tak dalej” (cytat z pierwotnej czołówki) przeplatane w co drugim magazynie przygodami członków redakcji (w role ich wszystkich wcielał się Jacek Fedorowicz), a w co drugim przygodami „piratów” (których role odgrywali Andrzej Zaorski i Marian Kociniak). Jacek Fedorowicz stworzył tu w sumie kilkanaście postaci, m.in. Kolegi Kierownika, Kolegi Kuchmistrza, Kolegi Spikera, Kolegi Tłumacza, Kolegi Sprawozdawcy, Pana Kazia, Kolegi Inteligenta, Koleżanki Małżonki, Kolegi Panicza. W przygodach piratów występowali także (w różnych odcinkach) m.in. Danuta Rinn (Ceśka), Ewa Złotowska (córka piratów, Cewka), Janusz Gajos (Hetmanek), Krzysztof Kowalewski (pan Krzych).
W audycji można było usłyszeć m.in. następujące cykle:
- Rycerze (tekst Andrzej Waligórski, występowali artyści kabaretu Elita, m.in. Andrzej Waligórski (Zagłoba), Leszek Niedzielski (Wołodyjowski), Jan Kaczmarek (Kmicic/Azja Tuhajbejowicz), Ewa Szumańska (Oleńka/Basieńka), Jerzy Skoczylas (Soroka/Luśnia) Włodzimierz Plaskota (hetman), Jerzy Dębski (Skrzetuski/Muszalski));
- Para-męt pikczers czyli kulisy srebrnego ekranu (tekst Andrzej Zaorski, występowali Andrzej Zaorski i Marian Kociniak);
- monologi Jana Kaczmarka;
- wiersze Andrzeja Waligórskiego (w autorskim wykonaniu);
- monologi Krzysztofa Jaroszyńskiego (Dziennik trenera, Krótki kurs praktycznego języka, Poradnik pedagoga z placówki pozaszkolnej);
- dialogi Z pamiętnika młodej lekarki (tekst: Ewa Szumańska, występowali Ewa Szumańska i Jan Kaczmarek);
- Rossmówki (tekst Tadeusz Ross, występował Tadeusz Ross z Bohdanem Łazuką, a następnie z Krzysztofem Kowalewskim, Januszem Gajosem i w końcu z Piotrem Fronczewskim);
- słuchowiska Marcina Wolskiego – niektóre z nich były serialami, a największą popularność zdobył Matriarchat który doczekał się dwóch kontynuacji – główne role grali w nim Jan Kobuszewski (Fil), Witold Dębicki (Ted), Joanna Sobieska (Małgosia), Tadeusz Włudarski (narrator – „nasz ulubiony ciąg dalszy”), Jan Kociniak (Ludwik – od drugiej serii) – inne znane seriale Wolskiego to Numer, Świnka i Enklawa, ponadto luźny cykl Antybaśnie;
- Centralna Kuźnia Młodych – CKM (tekst: M. Wolski i A. Zaorski, grali m.in. Andrzej Zaorski (wizytator Bronisław Beton-Baton), Marian Kociniak (kolega Kociemniak), Andrzej Fedorowicz (magister docent Buldog inżynier), Marian Opania (kolega Opinia), Krzysztof Kowalewski;
- Zapiski kłusownika (tekst: M. Wolski i A. Zaorski pod pseudonimem Marcin Jędras, grali Jan Kobuszewski i Andrzej Zaorski);
- Saga rodu Kowalskich (tekst: M. Wolski, grali m.in. A. Zaorski, A. Fedorowicz, M. Kociniak, K. Kowalewski)
- opowiadane rysunki (Szymon Kobyliński),
- monologi, w których występował w różnych rolach Jacek Fedorowicz (Pyszny posiłek na falach eteru, Kącik ogrodniczy, Kącik mody męskiej – Kuchmistrz, Kodeks honorowy, Porady sercowe – Kierownik) oraz dialogi (Gry i zabawy towarzyskie, Kronika kulturalna);
- Uniwermagiel (nazwa cyklu kojarzyła dom towarowy w języku rosyjskim z miejscem plotek);
- słuchowiska Marii Czubaszek;
- Pamiętnik znaleziony w taczce;
- Dyrekcja cyrku w budowie (tytuł nawiązywał do partyjnego hasła budowy drugiej Polski).

Całość przeplatana była piosenkami, z których niektóre zostały przebojami (Ragazza da Provincia Jacka Zwoźniaka, Czego się boisz głupia, Los Andes Cordillera Jana Kaczmarka i inne piosenki kabaretu Elita).

## Wydanie książkowe
Niektóre teksty magazynu zostały opublikowane w postaci książkowej pod tytułem „60 minut na godzinę” nakładem Wydawnictwa Radia i Telewizji (Wybór i redakcja Marcin Wolski, Wydawnictwo RTV, 1978, wyd,. 2. 1980, il. Jerzy Flisak). Do publikacji była dołączona kaseta magnetofonowa z nagraniami niektórych utworów. 
W 2003 r. Polskie Radio wydało kilka płyt CD z największymi hitami audycji. 
W formie książkowej M. Wolski opublikował też liczne ze swoich słuchowisk, jako powieści lub opowiadania. 